# Caloptilia galacotra
Caloptilia galacotra là một loài bướm đêm thuộc họ Gracillariidae. Nó được tìm thấy ở quần đảo Galápagos.